# Petrus Claver
Petrus Claver, född 25 juni 1580 i Verdú, Katalonien, död 9 september 1654 i Cartagena, Colombia, var en spansk jesuitpräst och missionär. Han missionerade och utförde välgörenhetsarbete i bland annat Colombia. Petrus Claver vördas som helgon inom Romersk-katolska kyrkan; hans minnesdag firas den 9 september.

## Biografi
Petrus Claver gick i skola hos jesuiterna i Barcelona och inträdde i orden när han var 22 år gammal. I Palma de Mallorca bedrev han fördjupade studier i filosofi och teologi. På inrådan av en vän, Alfons Rodriguez, bad han att få bli missionär i Sydamerika. Claver prästvigdes 1616 i hamnstaden Cartagena i Colombia. Han iakttog conquistadorernas ofta hårda behandling av Colombias indianer och insåg att de som rättslösa behövde hjälp.
Claver vinnlade sig om att förbättra indianernas situation, men även förhållandena för de färgade slavar som transporterades från Afrika till Colombia. Claver verkade i Cartagena i nära fyrtio år.
Petrus Claver helgonförklarades 1888.

### Webbkällor
- ”St. Peter Claver”. Catholic Encyclopedia. New Advent. http://www.newadvent.org/cathen/11763a.htm. Läst 9 september 2017.
- ”San Pietro Claver, sacerdote”. Santi e Beati. http://www.santiebeati.it/dettaglio/29100. Läst 9 september 2017.